# Cittiglio
Cittiglio is een gemeente in de Italiaanse provincie Varese (regio Lombardije) en telt 3817 inwoners (31-12-2004). De oppervlakte bedraagt 11,5 km², de bevolkingsdichtheid is 338 inwoners per km².

## Demografie
Cittiglio telt ongeveer 1578 huishoudens. Het aantal inwoners steeg in de periode 1991-2001 met 4,3% volgens cijfers uit de tienjaarlijkse volkstellingen van ISTAT.
| Jaar | Inwoneraantal |
| ---- | ------------- |
| 1991 | 3564          |
| 2001 | 3718          |

## Geografie
Cittiglio grenst aan de volgende gemeenten: Brenta, Caravate, Castelveccana, Gemonio, Laveno-Mombello.

## Sport
In en rond Cittiglio wordt jaarlijks de wielerwedstrijd Trofeo Alfredo Binda-Comune di Cittiglio verreden, vernoemd naar de alhier geboren wielerlegende.

## Geboren
- Alfredo Binda (1902-1986), wielrenner
- Luca Clemenza (1997), voetballer